# Peter Pilates
Peter Pilates (* 31. Mai 1892 in Rurkempen bei Heinsberg; † 17. Mai 1978 in Grebben) war ein deutscher Politiker (Zentrum und CDU).

## Leben und Beruf
Nach dem Besuch der Volksschule war er als Betriebsschreiber und als Obmann des Arbeiterrates eines Glanzstoffwerkes tätig. Von 1919 bis 1933 war Mitglied der Deutschen Zentrumspartei und ab 1945 Mitglied der CDU. 
Er war verheiratet und hatte zwei Kinder.

## Abgeordneter
Vom 20. April 1947 bis zum 12. Juli 1958 war Pilates Mitglied des Landtags des Landes Nordrhein-Westfalen. Er wurde jeweils im Wahlkreis 004 Geilenkirchen-Heinsberg direkt gewählt. 
Ab 1945 war er Gemeindevertreter und von 1945 bis 1948 Bürgermeister in Oberbruch und ab 1945 Amtsvertreter und von 1945 bis 1948 Amtsbürgermeister im Amt Oberbruch-Dremmen. Ab 1945 bis 1954 war er Mitglied des Kreistages. 

## Öffentliche Ämter
Vom 2. November 1948 bis 4. November 1954 war er Landrat des Selfkantkreises Geilenkirchen-Heinsberg.